# Akademicy ZHP
Akademicy ZHP – początkowo ogólnopolski ruch programowo-metodyczny. Obecnie jest to grupa przynależności ZHP. Ruch działał w ramach Związku Harcerstwa Polskiego. 
Ruch został powołany rozkazem Naczelnika ZHP 29 stycznia 2010. Skupiał instruktorów, starszyznę, wędrowników, działających w kręgach akademickich. Został rozwiązany na wniosek Zjazdu Ruchu Akademickiego 30 września 2018. Na jego miejsce powołano Zespół Harcerstwa Akademickiego Wydziału Wsparcia Metodycznego Głównej  Kwatery ZHP.

## Cele ruchu
Celami ruchu było:
- wspieranie rozwoju harcerzy i instruktorów w wieku studenckim poprzez realizację działań w czterech celach;
- rozwój oferty programowej i metodycznej ZHP.

## Cztery płaszczyzny akademickie
Działanie ruchu oparte było na czterech wymiarach wynikających z rozwoju psychofizycznego i specyficznej charakterystyki pracy z harcerzami w wieku 19–26 lat:
- Ja Harcerz – kontynuujemy naszą drogę w ZHP jako członkowie kręgów, rozwijamy się, pełnimy służbę, zdobywamy stopnie, współpracujemy ze środowiskami lokalnymi, uczelniami i nie tylko;
- Ja Student Specjalista – każdy student staje się specjalistą w swojej dziedzinie, angażujemy się w życie naszych uczelni, samorządów, kół naukowych, przygotowujemy się i powoli zaczynamy życie zawodowe;
- Ja Hobbysta – rozwijamy pasje i zainteresowania, zdobywamy uprawnienia i certyfikaty, dążymy do mistrzostwa;
- Ja Obywatel – uczymy się odpowiedzialności za otaczającą nas rzeczywistość, podejmujemy świadome wybory w oparciu o własny system wartości, szanujemy poglądy innych, jesteśmy otwarci na odmienność, jesteśmy świadomymi mieszkańcami naszego kraju.

## Władze ruchu
Najwyższą władzą Ruchu był Zjazd Akademicki. Prawo do głosowań posiadały dwuosobowe delegacje z każdego kręgu zrzeszonego w Ruchu oraz dwuosobowa delegacja Rady Ruchu. Delegacje składały się z Komendanta i jednego członka danego kręgu.
W 2018 roku, ostatni Zjazd zdecydował o samorozwiązaniu. Na jego miejsce został powołany Zespół Harcerstwa Akademickiego Wydziału Wsparcia Metodycznego, które przejęło opiekę nad ruchem akademickim w ZHP.

## Zespół Harcerstwa Akademickiego (2010–2018)
Zespół Harcerstwa Akademickiego przy Wydziale Wędrowniczym Głównej Kwatery ZHP to trzyosobowy zespół zajmujący się wszelkimi sprawami dotyczącymi harcerzy akademików. Do jego zadań należała:
- Promocja środowisk akademickich;
- Koordynacja działalności kręgów akademickich;
- Inspirowanie i pomoc przy powstawaniu nowych kręgów akademickich;
- Szkolenie komendantów i członków kręgów.

Zespół wybierany był przez Zjazd Akademicki na dwuletnią kadencję. Liczył co najmniej 3 osoby.

## Zespół Harcerstwa Akademickiego (2018–2022)
Od roku 2018, Zespół Harcerstwa Akademickiego Wydziału Wsparcia Metodycznego, sprawuje nadzór i opiekę nad kręgami Akademickimi na terenie całej Polski. Zespół wybierany jest co dwa lata na zjeździe wyborczym. W zjeździe podobnie jak w Ruchu Programowo – Metodycznym „Akademicy” decydujący głos posiada, każdy krąg w postaci dwuosobowej reprezentacji w przypadku obecności szefa/ szefowej kręgu, lub jednoosobowej w przypadku ich nieobecności.
Podczas zjazdu wyborczego wybiera się skład Zespołu Harcerstwa Akademickiego na 2  lata. ZHA powołuje Naczelnik ZHP w odpowiednim rozkazie.
Skład Zespołu Harcerstwa Akademickiego Wydziału Wsparcia Metodycznego (2018–2020):
- phm. Agata Królak – Szefowa Zespołu;
- phm. Dawid Brojak – Chorągiew Dolnośląska;
- phm. Alicja Janicka – Chorągiew Śląska.;

Skład Zespołu Harcerstwa Akademickiego Wydziału Wsparcia Metodycznego (2020–2022):
- phm. Artur Radko – Szef Zespołu;
- phm. Małgorzata Babiarz;
- phm. Marcin Wyroślak;
- phm. Miłosz Pawlak.

## Zespół Harcerstwa Akademickiego (po 2022)
Na skutek zmian organizacyjnych Wydziału Wsparcia Metodycznego Głównej Kwaterze ZHP, w rozkazie L.9/2022 z 20 lipca 2022, Zespół Harcerstwa Akademickiego został samodzielną jednostką Głównej Kwatery ZHP. Zespół jest następcą Zespół Harcerstwa Akademickiego przy Wydziale Wędrowniczym Głównej Kwatery ZHP oraz Zespołu Harcerstwa Akademickiego Wydziału Wsparcia Metodycznego. Wybierany jest przez Zjazd Akademicki co dwa lata:
Skład 2022–2024:
- phm. Miłosz Pawlak – Szef Zespołu;
- pwd. Katarzyna Rześna – Szefowa Integracji Akademików;
- phm. Klaudia Klębowska HR
- pwd. Maria Ressel HO – współpracownik ds. organizacyjnych
- hm. Piotr Brzyski HR – Szef promocji
- pwd. Kamil Żak HR – Szef kształcenia
- Jakub Momot HO – współpracownik ds. operacyjnych

Skład 2024–2026:
- phm. Katarzyna Rześna – Szefowa Zespołu;
- pwd. Kacper Srebro - Program
- pwd. Maja Szczepańska - Program
- pwd. Aleksandra Wróbel - Program
- pwd. Agata Kurowska - Odznaka Lider
- hm. Piotr Brzyski - Obieg informacji
- phm. Alan Filas - Kształcenie
- pwd. Jakub Momot - Kształcenie
- pwd. Bolesław Niewadzi  - Odznaka Lider

## Odznaka "Lider"
Odznaka "Lider" ustanowiona została przez Zjazd Ruchu Programowo-Metodycznego „Akademicy”. Tradycja zjazdu jest kontynuowana do chwili obecnej. Celem odznaki jest uhonorowanie wyróżniających się akademików, za ich wkład w rozwój akademictwa, harcerstwa, a także ich środowiska lokalnego i globalnego. Odznakę przyznaje Szef ZHA na wniosek Kapituły Odznaki. By Kapituła mogła złożyć taki wniosek, o nadanie odznaki musi zwrócić członek ZHA, Komendant bądź trzech akademików.